# Бршно
Бршно је насеље у општини Никшић у Црној Гори. Према попису из 2003. било је 191 становника (према попису из 1991. било је 221 становника).

## Демографија
У насељу Бршно живи 158 пунолетних становника, а просечна старост становништва износи 45,9 година (41,9 код мушкараца и 49,2 код жена). У насељу има 70 домаћинстава, а просечан број чланова по домаћинству је 2,73.
Ово насеље је углавном насељено Црногорцима (према попису из 2003. године), а у последња три пописа, примећен је пад у броју становника.
|  |

| Демографија | Демографија | Демографија |
| Година      | Становника  | Становника  |
| ----------- | ----------- | ----------- |
|             |             |             |
|             |             |             |
|             |             |             |
|             |             |             |
| 1948.       | 410         |             |
| 1953.       | 472         |             |
| 1961.       | 447         |             |
| 1971.       | 397         |             |
| 1981.       | 323         |             |
| 1991.       | 221         | 221         |
| 2003.       | 194         | 191         |
|             |             |             |

| Етнички састав према попису из 2003.‍ | Етнички састав према попису из 2003.‍ | Етнички састав према попису из 2003.‍ | Етнички састав према попису из 2003.‍ | Етнички састав према попису из 2003.‍ |
| ------------------------------------ | ------------------------------------ | ------------------------------------ | ------------------------------------ | ------------------------------------ |
|                                      |                                      |                                      |                                      |                                      |
| Црногорци                            | Црногорци                            |                                      | 154                                  | 80,62%                               |
| Срби                                 | Срби                                 |                                      | 31                                   | 16,23%                               |
| непознато                            | непознато                            |                                      | 6                                    | 3,14%                                |

| Година пописа     | 1948. | 1953. | 1961. | 1971. | 1981. | 1991. | 2003. |
| ----------------- | ----- | ----- | ----- | ----- | ----- | ----- | ----- |
| Број домаћинстава | 95    | 101   | 98    | 90    | 85    | 76    | 71    |

| Број чланова      | 1  | 2  | 3  | 4  | 5 | 6 | 7 | 8 | 9 | 10 и више | Просек |
| ----------------- | -- | -- | -- | -- | - | - | - | - | - | --------- | ------ |
| Број домаћинстава | 70 | 20 | 15 | 16 | 7 | 9 | 2 | 0 | 1 | 0         | 0      |

| Пол    | Укупно | Неожењен/Неудата | Ожењен/Удата | Удовац/Удовица | Разведен/Разведена | Непознато |
| ------ | ------ | ---------------- | ------------ | -------------- | ------------------ | --------- |
| Мушки  | 75     | 36               | 33           | 5              | 0                  | 1         |
| Женски | 90     | 32               | 31           | 26             | 0                  | 1         |
| УКУПНО | 165    | 68               | 64           | 31             | 0                  | 2         |

| Пол    | Укупно                    | Пољопривреда, лов и шумарство | Рибарство                            | Вађење руде и камена | Прерађивачка индустрија       |
| ------ | ------------------------- | ----------------------------- | ------------------------------------ | -------------------- | ----------------------------- |
| Мушки  | 24                        | 4                             | 0                                    | 9                    | 5                             |
| Женски | 11                        | 2                             | 0                                    | 0                    | 4                             |
| УКУПНО | 35                        | 6                             | 0                                    | 9                    | 9                             |
| Пол    | Производња и снабдевање   | Грађевинарство                | Трговина                             | Хотели и ресторани   | Саобраћај, складиштење и везе |
| Мушки  | 0                         | 1                             | 0                                    | 0                    | 0                             |
| Женски | 0                         | 0                             | 0                                    | 0                    | 0                             |
| УКУПНО | 0                         | 1                             | 0                                    | 0                    | 0                             |
| Пол    | Финансијско посредовање   | Некретнине                    | Државна управа и одбрана             | Образовање           | Здравствени и социјални рад   |
| Мушки  | 0                         | 0                             | 1                                    | 2                    | 0                             |
| Женски | 0                         | 4                             | 0                                    | 1                    | 0                             |
| УКУПНО | 0                         | 4                             | 1                                    | 3                    | 0                             |
| Пол    | Остале услужне активности | Приватна домаћинства          | Екстериторијалне организације и тела | Непознато            | Непознато                     |
| Мушки  | 2                         | 0                             | 0                                    | 0                    | 0                             |
| Женски | 0                         | 0                             | 0                                    | 0                    | 0                             |
| УКУПНО | 2                         | 0                             | 0                                    | 0                    | 0                             |